# Eublemma rufogalactea
Eublemma rufogalactea is een vlinder van de familie van de spinneruilen (Erebidae). De wetenschappelijke naam van deze soort is voor het eerst voorgesteld door Jeremy Daniel Holloway in een publicatie uit 1979.
De soort komt voor in Nieuw Caledonië.